# Карл Фосслер
Карл Фосслер (нім. Karl Vossler, 6 вересня 1872, Гоенгайм, поблизу Штутгарта — 19 вересня 1949, Мюнхен) — німецький мовознавець, літературознавець та філософ. Засновник власної лінгвістичної школи — «школи Фосслера», найбільшим представником якої, крім нього, був Лео Шпітцер. Одним із учнів Фосслера був Віктор Клемперер, відомий своїм дослідженням мови Третього рейху «LTI».
За основною спеціальністю Фосслер (як більшість його учнів) був романістом. Вважався одним із найбільших німецьких довоєнних філологів у цій галузі. Фосслер створив двотомне дослідження « Божественної комедії» Данте та повний її переклад білим віршем, над яким працював усе життя; досліджував творчість французьких та італійських письменників.
За своїми філософськими поглядами опонент позитивізму та ідеаліст, послідовник німецької «філософії життя» і Бенедетто Кроче, у мовознавстві був прихильником дослідження індивідуального «стилю» письменника та колективного «духу» мови, критикував прагнення структуралізму, що зароджувався, обмежитися вивченням абстрактних мовних систем. Розробляв стилістику. Певною мірою лінгвістична концепція Фосслера (мови як energeia) перегукується з концепцією В. фон Гумбольдта.
Мовознавча школа Фосслера не здобула визнання сучасників, які (зокрема, М. Трубецькій, Г. Винокур, Л. Блумфілд) критикували її за «нелінгвістичність» (постійний вихід на літературознавчі та філософські проблеми). Винятком було російське «коло Бахтіна» (М. М. Бахтін та В; М. Волошинов), автори якого ставилися до Фосслера з повагою як до найбільшого, на їхню думку, представника європейської лінгвістики, що пропонує «суб'єктивістську» альтернативу «абстрактному об'єктивізму» Соссюра та младограматиків. У стилістиці Бахтін був послідовником Фосслера (а його опонент В. Виноградів слідував за Шарлем Баллі, представником критикованої Фосслером Женевської школи).

## Праці
- Positivismus und Idealismus in der Sprachwissenschaft, 1904 («Позитивізм та ідеалізм у мовознавстві»)
- Sprache als Schopfung und Entwicklung, 1905; («Мова як створення та розвиток»)
- Frankreichs Kultur und Sprache, 1929 («Культура та мова Франції»)